# Kolonat (vojno naselje)
Kolonat je grupirana vojska (postrojba) na relativno malom području koja se sasvim ili djelomično održavala sama obrađivanjem zemlje.
U starom Egiptu, u pozno doba faraona, grčki i sirijski najamnici su bili možda vojni kolonisti. Tako bi se isto mogli nazvati i kineski ratnici koji su u 3. stoljeću pr. Kr. naseljeni duž tek podignutog Kineskog velikog zida.
Sam pojam kolonat susrećemo u starorimskoj državi. Tijekom osvajanja Italije, Rimljani su ustrojavali svoje kolonije (gradove) svuda po poluotoku, koje su teorijski bile gradske četvrti Rima sa svim pravima i obvezama njegovih građana. Te kolonije se služile vojnim, gospodarstvenim i socijalnim ciljevima. Sličnu su namjenu imale i kolonie latine, no samo s ograničenim građanskim pravom (civitas sine suffragio). Zadnja među takvim kolonijama je bila Akvileja. U osvojene gradove južne Italije, Rimljani su ubacivali svoje koloniste kojim je bilo potčinjeno domicilno stanovništvo. Kao oslonac svoje diktature, Sula svoje je vojnike naseljavao na zemlju koju je oteo svojim političkim protivnicima i time rješavao i problem otpuštenih vojnika. Kolonati nastaju na granicama Rimskog Carstva krajem 2. stoljeća, kada se rimski vojnici počinju baviti obrađivanjem zemlje i kada se rimska vojska pretvara u granično osiguranje (vidi: limes). Kolonati se mogu još jasnije razaznati na rimskom području kada se duž rimskih granica naseljavaju germanska plemena s obvezom obrane granice.
Istu stvar je uradio i Karlo Veliki, koji je više graničnih grofovija spojio u krajine i i za njih zadužio krajiškog grofa (njem. Markgraf, fr. margrave), koji je imao veću vlast nego grofovi u unutarnjosti zemlje. Vojna obveza krajine je uključivala svo sposobno muško stanovništvo po općem pozivu, a u unutarnjim grofovijama po vlastelinskom pravu.
Izrazit kolonat je Vojna krajina, kojom je Habsburška Monarhija od 14.[nedostaje izvor] do 19. stoljeća čuvali svoju južnu granicu od Turaka. 
Posebnu vrstu vojnog kolonata su činili i kozaci na području južne Rusije. U početku su to bile neovisne ratničke skupine koje su se bavile pljačkom u susjednim zemljama, a kasnije su postali krajišnici Rusije i Poljske.
I ruski car Aleksandar I. je organizirao vojne kolonije, prije svega kako bi smanjio troškove stajaće vojske. Tako su 1811. godine čitava sela bila iseljena kako bi se smjestili vojnici, što je naravno uzrokovalo bijes kod seljaka. Poslije je organizirao vojne kolonate po uzoru na austrougarske vojne krajine.
Još neki kolonati:
- španjolski kolonat oko Barcelone za obranu od Arapa
- danski kolonat između rijeke Eidera i i fjorda Schlei za obranu od Danaca
- kranjski kolonat
- Limes sorabicus